# Hoplophorella sculptilis
Hoplophorella sculptilis är en kvalsterart som först beskrevs av Wojciech Niedbała 1988.  Hoplophorella sculptilis ingår i släktet Hoplophorella och familjen Phthiracaridae. Inga underarter finns listade i Catalogue of Life.